# Санту-Антониу-да-Серра (Машику)
Санту-Антониу-да-Серра (порт. Santo António da Serra) — район (фрегезия) в Португалии, входит в округ Мадейра. Расположен на острове Мадейра. Является составной частью муниципалитета Машику. Население составляет 1355 человек на 2001 год. Занимает площадь 8,65 км².